# Federazione calcistica del Bhutan
La Federazione calcistica del Bhutan (in inglese Bhutan Football Federation, in dzongkha འབྲུག་ཡུལ་རྐང་རིལཁོངས་གཏོགས, acronimo BFF) è l'ente che governa il calcio in Bhutan.
Fondata nel 1983, si affiliò alla FIFA nel 2000 e all'AFC nel 1993. Controlla il campionato nazionale, la coppa nazionale e la Nazionale del paese.